# Peter Schaufuss
Peter Schaufuss est un danseur et chorégraphe danois né à Copenhague le 26 avril 1949.
Fils des danseurs danois Frank Schaufuss (1921-1997) et Mona Vangsaae (1920-1983), Peter étudie à l'école du Ballet royal danois et entre dans le corps de ballet en 1965. Il quitte la compagnie deux ans plus tard pour rejoindre le Ballet national du Canada comme principal dancer. Après une carrière internationale, il prend la direction artistique de l'English National Ballet (1984-1990) où il signe ses premières chorégraphies.
De 1990 à 1994, il dirige le ballet du Deutsche Oper Berlin, puis le Ballet royal danois de 1994 à 1995. Deux ans plus tard, il fonde sa propre compagnie à Holstebro.
Le 12 juillet 2017, Peter Schaufuss achète l'église Saint-Stephen d'Édimbourg, déclarant : « Je prévois de faire de la Grande Salle un théâtre de classe mondiale, qui attirera les productions de grandes compagnies du monde entier. » Les surfaces au sol et au sous-sol, quant à elles, seraient destinées à trouver un usage mixte commercial, culturel et communautaire.

## Principales chorégraphies
- 1969 : Homo (Copenhague)
- 1979 : La Sylphide (Londres)
- 1981 : Napoli (Toronto)
- 1983 : A Folk Tale (Berlin)
- 1986 : Casse-Noisette (Plymouth)
- 1991 : Giselle (Berlin)